# Kindattu

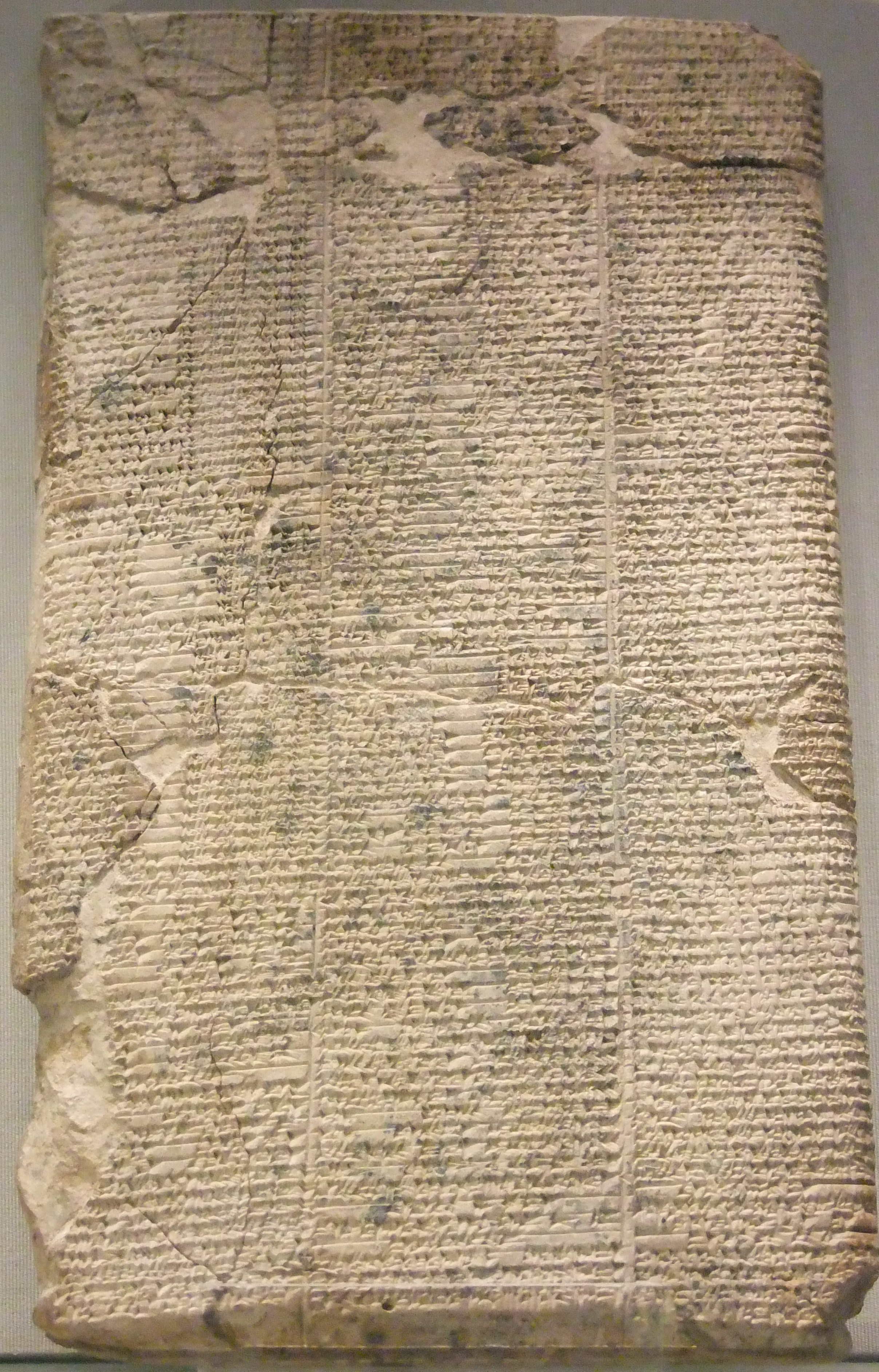
La complainte pour Ur, commémorant la chute d'Ur aux Élamites. Musée du Louvre.

Kindattu (𒆠𒅔𒁕𒌅, ki-in-da-tu, également Kindadu selon l'archéologie, régna vers 2000 av. J.-C., chronologie moyenne), sixième roi de la dynastie Shimashki, à Elam (dans l'actuel sud-ouest de l'Iran), à l'époque de la troisième dynastie d'Ur dans l'ancienne Mésopotamie inférieure. Il est mentionné dans la liste Shilhak-Inshushinak des rois qui ont travaillé sur le temple Inshushinak à Suse. Apparemment, Kindattu a envahi et conquis Ur (2004 av. J.-C.), et a capturé Ibbi-Sin, le dernier de la troisième dynastie d'Ur, et en a fait un prisonnier. Les élamites ont limogé Ur et s'y sont installés, mais ont ensuite été vaincus par Ishbi-Erra, le premier roi de la dynastie Isin en 16 ans, puis expulsé de la Mésopotamie.